# Émilie Antwerpiana d'Orange-Nassau
Emilie Antwerpiana de Nassau (Anvers, 9 décembre 1581 - Landsberg, 28 septembre 1657) est la sixième enfant de Guillaume Ier d'Orange-Nassau et de Charlotte de Montpensier.
Elle épouse le 24 juin 1616 Frédéric-Casimir de Deux-Ponts-Landsberg (1585-1645), fils de Jean Ier de Deux-Ponts et petit-fils de Wolfgang de Bavière. Le couple a trois enfants :
- Frédéric (1617-1617),
- Frédéric-Louis de Deux-Ponts (1619-1681),
- Charles-Henri (1622-1623).

À la mort de son père, Émilie (parfois appelée Amélie) rachète les parts de ses sœurs sur les biens bourguignons de sa famille. Elle entreprend de grands travaux de réhabilitation du château de Montfort.